# 邹谠
邹谠（英文名：Tang Tsou，1918年12月10日—1999年8月7日），中国广州人，祖籍广东大埔。美籍华裔政治学家。

## 生平
1918年生於广州，中国国民党元老邹鲁之子。1940年毕业于国立西南联合大学。毕业后一年工作于中华民国中央银行。1946年在芝加哥大学政治学系就读。1951年获得芝加哥大学政治学博士学位，1959年起正式留校任教，1988年退休。他还曾任教于伊利诺伊理工学院、犹他大学。曾任美中关系全国委员会理事、中国社会科学院名誉高级研究员、北京大学名誉教授。1999年8月7日晚上7时30分（美国中西部时间）因心脏衰竭，逝世於芝加哥大学医院，享年八十岁。

## 著作
- 《美国在中国的失败（1941－1950年）》（芝加哥大学出版社1963年出版；中译本由王宁和周先进译，上海人民出版社1997年出版），曾获1965年度芝加哥大学“Gordon J. Laing Award”，邹谠代表著作。
- 《中国在危机中》（1968年，与人合编）
- 《从1850年到今中国基层的政治领袖与社会变迁》（1981年）
- 《文化大革命与毛后改革》（1986年）
- 《二十世纪中国政治：从宏观历史与微观行动角度看》（中译本牛津大學出版社1994年出版）
- 《毛泽东的革命经验和北京的国际实践》
- 《西方的概念和中国的历史经验》（1969年）
- 《文化革命和中国政治制度》（1969年）
- 《个人和社会在革命中国的价值》（1973年）
- 《中国革命再阐释》（中译本牛津大學出版社2002年出版）